# تلاق
التلاقي (بالإنجليزية: Concurrency)‏ هو خاصيَّةٌ تتصف بها مجموعة مُستقيمات عندَ تقاطعها جميعها في نقطةٍ وحيدةٍ. تُسمَّى هذه المستقيمات مستقيمات متلاقية أو أحياناً مستقيمات متقاطعة في نقطة، وتُسمّى نُقطة تقاطع المستقيمات الملتقى.

## أمثلة

### في المثلث
في المثلث، هناك 4 مستقيمات خاصة متعلقة به. وجميعُ هذه المستقيمات متلاقية. وهي بالتحديد: ارتفاعات، منصفات زوايا، متوسطات ومنصفات عمودية؛ تلتقي بالترتيب في ملتقى الارتفاعات، ملتقى المتوسطات، مركز الدائرة الداخلية، مركز الدائرة المحيطة.